# Aaron Goldberg
Aaron Goldberg (* 30. dubna 1974, Boston) je americký jazzový klavírista. Hru na klavír začal studovat ve věku sedmi let; později studoval na Harvardově univerzitě. První album pod svým jménem nazvané Turning Point vydal v roce 1999 a v následujících letech vydal několik dalších. Během své pozdější kariéry spolupracoval s mnoha dalšími hudebníky, mezi které patří například Kurt Rosenwinkel, Buddy DeFranco, Joshua Redman, Terry Gibbs nebo Wayne Escoffery.